# L'alegre divorciada
 L'alegre divorciada (The Gay Divorcee) és una pel·lícula musical estatunidenca de Mark Sandrich, estrenada el 1934 i doblada al català. L'any següent fou guardonada a l'Oscar a la millor cançó original (Con Conrad [música] i Herb Magidson [lletra]) per la cançó "The Continental". Així mateix fou nominada a l'Oscar a la millor pel·lícula, millor direcció artística (Van Nest Polglase i Carroll Clark), millor banda sonora (Max Steiner), i a la millor edició de so (Carl Dreher).

## Argument
Mimi Glossop (Ginger Rogers) desitja divorciar-se del seu marit geòleg que no ve mai a veure-la excepte quan es tracta de reclamar diners. Per fer-ho contacta, via la seva tia, amb el fill d'un advocat londinenc, Egbert Fitzgerald. La solució que és que Mimi sigui sorpresa en situació d'adulteri. Egbert contacta així Rodolfo Tonetti, especialitzat en aquest gènere de negocis, i fixa el lloc de la seva trobada en un hotel a Brighton.
Només que un ballarí estatunidenc, Guy Holden. (Fred Astaire), que havia perseguit Mimi, es troba al mateix indret, i Mimi el confon amb Tonetti. Quan el verdader Tonetti apareix, s'adona del seu error, i respon a les insinuacions d'Holden. Encara que Tonetti els retingui tots dos presoners a l'habitació, aquests aconsegueixen escapar-se i anar a ballar. L'endemà ve el marit geòleg que es nega a divorciar-se de Mimi. Però la intervenció d'un criat (Éric Blore) permet descobrir que ell era culpable d'adulteri. Mimi es pot llavors casar amb Guy.

## Repartiment
- Fred Astaire: Guy Holden
- Ginger Rogers: Mimi Glossop
- Alice Brady: Tia Hortense
- Edward Everett Horton: Egbert 'Pinky' Fitzgerald
- Erik Rhodes: Rodolfo Tonetti
- Eric Blore: El criat
- Lillian Milles: Cantant
- Charles Coleman: El criat de Guy
- William Austin: Cyril Glossop
- Betty Grable: Una clienta de l'hotel
- E.E. Clive (no surt als crèdits): L'inspector de les duanes